# Roger W. Sperry
Roger Wolcott Sperry (Hartford, 1913. augusztus 20. – Pasadena, 1994. április 17.) amerikai neurofiziológus. 1981-ben David Hunter Hubellel és Torsten Wiesellel megosztva orvostudományi Nobel-díjat kapott az agyféltekék különböző funkcióinak a felismeréséért.

## Tanulmányai
Roger W. Sperry 1913. augusztus 20-án született a connecticuti Hartfordban. Apja Francis Bushnell Sperry bankár, anyja Florence Kraemer Sperry tanárnő volt. Apja meghalt, mikor Roger 11 éves volt; anyja ezután a helyi középiskola igazgatóhelyettese lett és egyedül nevelte fel gyermekeit. Roger egy évvel fiatalabb öccse, Russel vegyész lett. Szülővárosában végezte el az elemi és középiskolát, majd ösztöndíjat kapott az ohiói Oberlin College-be, ahol fő tantárgya az angol nyelv volt. Tanára, Raymond Herbert Stetson hatására Sperry figyelme a pszichológia felé irányult és miután 1935-ben megszerezte BA oklevelét, két évig Stetson asszisztenseként dolgozott a beszéd pszichológiájára irányuló kutatásaiban. Emellett 1937-re mesterfokozatot (MA, magister artium) szerzett a főiskolán pszichológiából.
Sperry az agy és az idegrendszer működését akarta kutatni, ezért beiratkozott a Chicagói Egyetem zoológiai szakára. Tanára a neves fiziológus, Paul Weiss volt. Doktori disszertációjában Sperry megcáfolta Weiss elméletét arról, hogy a sebészileg áthelyezett mozgató és érző idegek alkalmazkodnak új környezetükhöz. Kísérletében patkányok hátsó lábainak mozgatóidegeit cserélte fel és bár az idegek működtek, az állat soha nem tanulta meg lábait a helyes sorrendben mozgatni. 1941-ben megkapta PhD fokozatát, majd Karl Lashley mellett kezdte el kutatói pályafutását, aki a Harvard Egyetem tanára volt, bár idejük nagy részét a floridai Orange Parkban található főemlőskutató intézetben töltötték.

## Munkássága
Sperry itt folytatta korábbi kísérleteit, ezúttal szalamandrákkal. A kétéltűek látóidegét a retináról leválasztotta és 180 fokkal megfordítva illesztette vissza. A kísérleti állatok visszanyerték látásukat, de viselkedésük alapján a világot fordítottan látták és képtelenek voltak újratanulni a helyes látásmódot. Sperry az eredmények alapján felállította kemoaffinitási elméletét, mely szerint az embrionális fejlődés során bizonyos vegyi anyagok a megfelelő helyre irányítják az idegvégződéseket és a későbbi élet során ez nem változtatható meg.
1946-ban Sperry a Chicagói Egyetem tanára lett. 1954-ben átment a California Institute of Technology-ra, ahol hasítottagy-kísérleteket végzett. Ha macskák agyában átvágta a két agyfélteke közötti kérgestestet (corpus callosum), az egyik szemnek megtanított feladatot a másik szemmel az állat nem tudta elvégezni. A kéregtest átvágását epilepsziában szenvedő betegeken is alkalmazták, mert ez meggátolta a roham átterjedését az egyik agyféltekéről a másikra. Ilyen pácienseket tanulmányozva Sperry megállapította, hogy az agyféltekék közti kommunikációért a kérgestest a felelős, és a két félteke más-más feladatok ellátására képes: a nyelvi képességekért például a bal agyfélteke.
Miután a 60-as évek végén közölte eredményeit, Sperry felhagyott a kísérletes munkával és kései éveiben elméleti és filozófiai kérdésekkel foglalkozott, az agy-tudat kettősséggel (ő az egység, a monizmus híve volt), illetve az agyműködés determináltságával.

## Díjai
Roger W. Sperry 1981-ben David Hunter Hubel és Torsten Wiesel agykutatókkal közösen elnyerte az orvostudományi Nobel-díjat az agyféltekék különböző funkciójának felismeréséért. Ezenkívül megkapta a Howard Crosby Warren-érmet (1969), a William Thomson Wakeman kutatói díjat (1972), a Passano-síjat (1973), a Claude Bernard tudományos újságírói díjat, a Wolf-díjat (1979), az Albert Lasker-díjat (1979), a Mentor Society-díjat (1987) és a Nemzeti Tudományos Érmet (1989). Tagja volt az Amerikai Tudományos Akadémiának (1960), az Amerikai Művészeti és Tudományos Akadémiának (1963), a Royal Society-nek (1976), a Pápai Tudományos Akadémiának (1978) és a Szovjetunió Tudományos Akadémiájának (1988).

## Családja
Roger W. Sperry 1949-ben házasodott össze Norma Gay Deupree-vel. Egy fiuk (Glenn Michael) és egy lányuk (Janeth Hope) született. Középiskolás korában Sperry jó sportoló volt, gerelyhajításban állami rekordot állított fel, a főiskolán pedig ő volt a kosárlabdacsapat kapitánya. Hobbijai között volt a szobrászat, kerámiaművészet, horgászat és kövületgyűjtés.
Roger W. Sperry 1994. április 17-én halt meg Pasadenában egy szívroham szövődményei következtében.  